# На смену!
«На смену!» — советская и российская молодёжная газета, выходившая с 1921 по 2009 годы (с перерывом в 1940-е) в Перми и Екатеринбурге (Свердловске).

## История
В 1920-е годы газета была связана с одноимённой группировкой местных пролетарских писателей, публиковавших в ней свои произведения и дававших литературные консультации. Издание вело чрезвычайно агрессивную пропаганду атеизма и коммунизма. В 1929—1930 гг. литературная группа была «очищена от чуждых элементов», а затем разгромлена РАППом после публикации статьи «В бой на творческую расхлябанность!». Впрочем, активные члены группы влились в руководство УралАПП, а сама группа стала называться СвердлАПП.  
Газета приветствовала индустриализацию, участвовала в организации соцсоревнований.
В послевоенный период «На смену!» была образцовым комсомольским органом, где проходили практику студенты местного журфака. Существовал «ленинский зачёт» (ежегодный отчёт комсомольцев о своих достижениях), проводились выезды в колхозы, освещение соцсоревнования приобрело постоянный характер. В 1974 г. издание выиграло конкурс «Комсомольский встречный». В это время в газете были рубрика о рабочих профессиях, юмористическая, природоохранная, спортивная страницы, раздел для комсомолок.
«Газеты этой сейчас (и давно уже!) нет, а газета была прекрасная. Свежая, смелая, острые материалы печатались в ней», — вспоминал о газете тех времен Н. В. Коляда, входивший в созданный при ней литературный клуб.
Значительные изменения произошли с началом перестройки. Возникли рубрики «Резервы экономии», «Вопросы экономики». Увеличился объём публикации читательских писем, среди них появились материалы с критикой местного руководства и философскими размышлениями. Большой резонанс вызвала дискуссия о смысле жизни. В рубрике «Горячий телефон» читатели задавали вопросы известным в регионе людям.
После перехода к рыночным отношениям газета попала в сложное финансовое положение. В последние годы она существовала за счёт издания корпоративного приложения для местного подразделения «Газпрома».

## Известные сотрудники
- Арцибашев, Александр Николаевич
- Бетев, Сергей Михайлович
- Дробиз, Герман Фёдорович
- Дудоладов, Александр Дмитриевич
- Исетский, Александр Иванович
- Кин, Виктор Павлович
- Козлов, Александр Иванович (шахматист)
- Курчаткин, Анатолий Николаевич
- Назин, Владимир Иванович
- Пилипенко, Михаил Михайлович
- Полещук, Александр Александрович
- Сибирёв, Владимир Петрович